# Смолица
Смоли́ца (бел. Смаліца) — агрогородок в составе Смолицкого сельсовета Быховского района Могилёвской области Республики Беларусь.

## История
В 1865 году в составе Кузьковичской волости Быховского уезда Могилевской губернии.

## Население
- 2010 год — 502 человека
- 2019 год — 456 человек